# Nyctemera aluensis
Nyctemera aluensis là một loài bướm đêm thuộc phân họ Arctiinae, họ Erebidae.